# Kacs

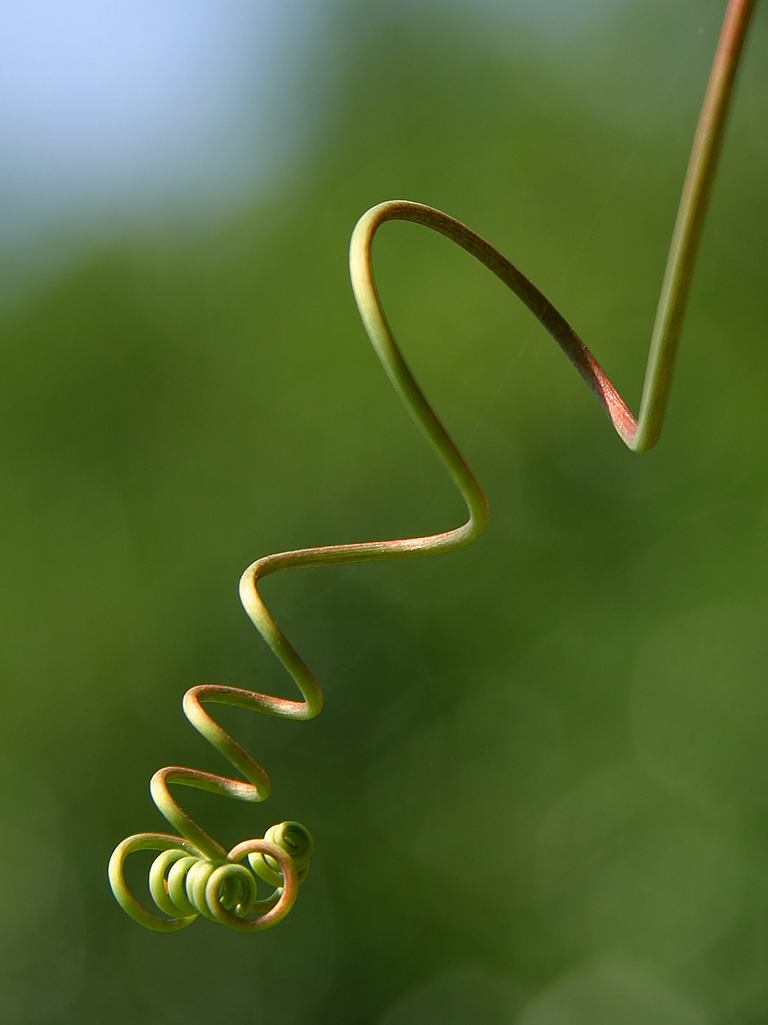
Szőlőkacs

A kacs (cirrhus) a szár, a levél vagy a levélnyél kapaszkodásra szolgáló módosulata, amely főleg futónövényeknél fordul elő. A funkcióját jellemzően úgy látja el, hogy a környező növények és tereptárgyak köré csavarodik fel.
A kacsok sokfélék lehetnek. A zöldborsónak (Pisum sativum) például csak a véghelyzetű levélkéi alakulnak kaccsá. Más növények, így a levéltelen lednek (Lathyrus aphaca) esetében az összes levél kaccsá módosult, a fotoszintézis feladatát a kiszélesedett pálhalevelek látják el.
Az kacsokról szóló első és legátfogóbb tanulmány Charles Darwin On the Movements and Habits of Climbing Plants („A futónövények mozgásáról és szokásairól”) című monográfiája, amely 1865-ben jelent meg.

## Fordítás
- Ez a szócikk részben vagy egészben  a   Tendril című angol Wikipédia-szócikk fordításán alapul.  Az eredeti cikk szerkesztőit annak laptörténete sorolja fel. Ez a jelzés csupán a megfogalmazás eredetét és a szerzői jogokat jelzi, nem szolgál a cikkben szereplő információk forrásmegjelöléseként.